# Пірсфілд (Нью-Йорк)
Пірсфілд (англ. Piercefield) — місто (англ. town) в США, в окрузі Сент-Лоуренс штату Нью-Йорк. Населення — 282 особи (2020).

## Демографія
Згідно з переписом 2010 року, у місті мешкало 310 осіб у 139 домогосподарствах у складі 87 родин. Було 474 помешкання
Расовий склад населення:
| - 99,7 % — білих - 0,3 % — корінних американців |

До двох чи більше рас належало 0,0 %. Частка іспаномовних становила 0,6 % від усіх жителів.
За віковим діапазоном населення розподілялося таким чином: 17,7 % — особи молодші 18 років, 61,7 % — особи у віці 18—64 років, 20,6 % — особи у віці 65 років та старші. Медіана віку мешканця становила 48,4 року. На 100 осіб жіночої статі у місті припадало 93,8 чоловіків;  на 100 жінок у віці від 18 років та старших — 99,2 чоловіків також старших 18 років.
Середній дохід на одне домашнє господарство  становив 56 661 долар США (медіана — 55 750), а середній дохід на одну сім'ю — 64 712 долари (медіана — 60 179). Медіана доходів становила 47 500 доларів для чоловіків та 49 167 доларів для жінок. За межею бідності перебувало 10,2 % осіб, у тому числі 2,9 % дітей у віці до 18 років та 5,6 % осіб у віці 65 років та старших.
Цивільне працевлаштоване населення становило 105 осіб. Основні галузі зайнятості: освіта, охорона здоров'я та соціальна допомога — 34,3 %, роздрібна торгівля — 16,2 %, мистецтво, розваги та відпочинок — 9,5 %, публічна адміністрація — 8,6 %.